# Club Sportivo y Biblioteca Atenas
El Club Sportivo y Biblioteca Atenas, también conocido como Atenas de Río Cuarto o simplemente Atenas, es un club deportivo argentino ubicado en Río Cuarto, Córdoba, fundado el 9 de julio de 1916 por un grupo de riocuartenses. Su principal actividad es el fútbol, donde actualmente milita en el Torneo Federal A.
En el fútbol, Atenas fue campeón 24 veces de la Liga de Río Cuarto, —solo superado por Estudiantes con 30—. A nivel nacional logró cuatro títulos, tres de estos en la quinta categoría del fútbol argentino (Torneo del Interior 2007, Torneo Federal C 2016 y Torneo Federal C 2017) y uno en la Cuarta categoría del fútbol argentino (Torneo Regional Federal Amateur 2022-23). El equipo juega de local en el Estadio 9 de Julio y cuenta con una capacidad para 7000 espectadores.
Su camiseta titular es blanca (de ahí su apodo de Albo), y la segunda de color azul, contando además con otras camisetas de color rojo, bordo y una edición especial en color dorado.
Su sede se encuentra en las calles Cabrera y Av. Marconi.
Su clásico rival es la Asociación Atlética Estudiantes de la misma ciudad, con el cual protagoniza el clásico riocuartense.

## Historia

### El Día de la Patria
Con la denominación de "Club Sportivo Atenas" la institución fue fundada el domingo 9 de julio de 1916 en la ciudad de Río Cuarto, provincia de Córdoba, República Argentina. Sucedió en el año del Centenario de la Independencia nacional y en el mismo día patrio cuando de parte de un grupo de amigos nació la idea de formar un club; el lugar de encuentro fue en la plaza General Julio Argentino Roca, el principal paseo de la serena aldea. Después caminaron unas pocas cuadras hasta la casa de uno de ellos y sellaron el compromiso.
El acta n.º 1 fundacional fue suscripta recién el martes 25 de julio de 1916, durante el transcurso de una reunión cumplida por la noche en el domicilio del socio José B. Torres, sito en calle Mitre n.º 721 de Río Cuarto. Recién a partir de 1922 oficialmente comenzó a utilizar su definitivo nombre: Club Sportivo y Biblioteca Atenas, a partir de haber incorporado a la vida institucional lo que fuera un faro de irradiación cultural para la sociedad local; es que la biblioteca del Club fue por años la más concurrida y la mejor dotada.
Aquellos vecinos eligieron para el Club un nombre fundamental de la historia del mundo. Adoptaron un nombre premonitorio con una historia fantástica de dioses, de presencias mitológicas, de una grandeza impar e inevitablemente deportivo; escogieron por apellido el de la grandiosa Ciudad de Atenas, la gran sede inicial de los Juegos Olímpicos Modernos, y memorable participante de los Juegos de la Antigüedad, en el esplendor de la Grecia imperial. La vieja polis de Atenas fue la sede cultural del mundo conocido hasta entonces y su espíritu, su pensamiento, su arte y sus hombres trascendieron a los siglos, extendiendo una influencia intelectual que aun perdura y asombra a las nuevas generaciones. Pero, no caben dudas, que la trascendencia que los griegos le otorgaron a la cultura física como parte sustancial de la vida fue único y precursor. La posterior sentencia latina “mens sana in corpore sano” es una manifestación directa de aquel culto corporal del pueblo helénico que fue maravillosamente inmortalizado a través de la escultura. Las colosales estatuas griegas con sus deportistas en acción expresan una marcada devoción por la viril belleza física entornada por los músculos tensos y la semidesnudez.
Un criollo de raza, don Lindor Martín Cabral, era por todos conocido como don Muga, él fue de los últimos testigos vivientes de la fundación del Club, siendo un niño casi conoció a los aquellos muchachos de la hora primera. Con proverbial memoria y efusión Muguita, como viejo ateniense, sintetizaba: “Atenas se fundó en 1916. Yo estuve presente en esa reunión en la casa de la calle Mitre 721. El nombre de Atenas surgió, creo yo, por aquella moción del socio José Méndez en la reunión efectuada entre los fundadores del club. Surgió como un homenaje a la antigua Grecia y a los Juegos Olímpicos y a aquella maratón famosa en la que un ateniense llegó con una importante noticia y luego cayó muerto. La finalidad de su creación, además del deporte en sí, también perseguía reunir personas honorables.”

### Los fundadores
A través de distintas publicaciones quedaron reconocidos oficialmente por el Club Sportivo Atenas como socios fundadores los ciudadanos que siguen: Ernesto Acosta, Ernesto Albelo, Gregorio Álvarez, Andrés Bayón, Belisario Cabrera, Juan Cardozo, Álvaro Estévez, Celestino Estévez, Pedro L. Estrada, Guido Gerónimo Ferreyra, Domingo Gómez, Martín Gómez, Emilio Limonti, Francisco Maturana, José Méndez, Andrés Palacios, José Torres y José Vélez.

### El acta fundacional
Está en la apertura del Libro n.º 1 del Club, es el Acta que documentó el natalicio ateniense es breve, se diría que es escueta, pero con formal simpleza testimonia aquel gran momento:
“Acta número uno: En la Ciudad de Río Cuarto, Provincia de Córdoba, República Argentina, a veinticinco días de julio, año mil novecientos dieciséis y siendo las nueve y treinta p.m. se congregaron los señores que al margen firman, y resolvieron dar constitución a una sociedad que se denominará club “Atenas”, moción del Señor Méndez aprobada; asimismo nombrose una C. D. provisoria en la siguiente forma Presidente Andrés Bayon, Secretario Álvaro Estévez, Tesorero Guido Ferreyra y Pro Secretario Gregorio Álvarez, a los que coadyuban cuatro vocales señores J. Méndez, J. Torres, E. Limonti, y M. Gómez. Resolvióse fijar en 1 $ moneda n/. la cuota mensual que regiría del primero de agosto del cte. Año. En ínterin se nombró capitán de primera división al Señor Gregorio Álvarez única que por el momento conque cuenta el Club. El nuevo Club Atenas ha sido favorecido con las siguientes donaciones: 2 abrochadores-1 pelota. La sesión fue levantada a las 10:30 p. m. convocándose a Asamblea para el día 2 del mes entrante. (firmas) Álvaro Estévez-Andrés Bayon”

### Primera Comisión Directiva
Por decisión soberana de la Asamblea General Extraordinaria del 25 de setiembre de 1916 quedó constituida definitivamente la primera Comisión Directiva, que sustituyó a la que figuró como provisoria en el acta de fundación, así integrada: Presidente Andrés Bayón, vicepresidente Vicente A. Gasbarro, secretario Álvaro Estévez, prosecretario Ventura G. Ferreyra, tesorero Juan Roselló, vocales José Torres, Domingo Vázquez, Gregorio Álvarez, Martín Gómez. En la ocasión se designó cobrador a Juan Cardozo.

### Los colores
Como en tantos casos, aquellos deportistas del foot-ball que por entonces comenzaba a afianzarse en Río Cuarto, nunca imaginaron la rápida proyección que el club consiguió, al punto de transformarse en muy pocos años en la institución deportiva y social más importante del Sur de Córdoba. Algo tan fundamental como definir el color de la camiseta, en Atenas surgió a propuesta del juvenil presidente Andrés Bayón, por lo que en el acta respectiva sintéticamente al respecto se dice: “quedó aceptado el uniforme de camiseta blanca, cuello azul con escudo de Atenas a la izquierda”.
El campo azul-celeste del escudo se completa con una cruz blanca al centro que es una réplica de la bandera y el escudo de la República de Grecia. Más tarde se acordó que el pantalón fuera azul, igual que la vestimenta completa del arquero. Tal vestimenta fue adquirida a la Casa Dell´Acqua. Durante años, al aparecer el equipo en el campo de juego, las barra se animaba con el grito “vamos Atenas” y el color blanco de la camiseta con el escudo, el pantalón azul y las medias de tono gris que vestía a los gallardos jugadores parecía relucir.
En ocasiones el equipo vistió con la ropa totalmente blanca, fue hacia finales del años ’60. Tampoco faltaron las camisetas alternativas como una similar a la tricolor (rojo blanco y negro) de Chacarita Juniors, otra bicolor en azul y rojo en dos campos verticales similar a la de Pronóstico Club u otra totalmente azul.
Más recientemente el diseño de la camiseta ha tenido algunas alteraciones y ha variado como consecuencia de la publicidad aplicada. La confitería Vía Appia, panificadora Otermín, Cobre, PROT-FAM S.R.L., Fábrica de Pastas La Romana, Rotisería Doña Petra, confecciones Rossetti Deportes, farmacia Sáinz, las bebidas gaseosas Rumipal y más recientemente la transportista TUS (2003-2006) son firmas comerciales de Río Cuarto han estampado su nombre en el pecho de la camiseta, sponsorizando al club con un aporte económico que se generalizó el fútbol argentino desde los años ’80.
De todos modos, la cuestión comercial de la ropa deportiva no ha tendido límites y Atenas no ha sido la excepción, con la leyenda Tus siempre más cerca en 2003, se vendieron las mangas a Julián Gas, y a partir de 2006 a Papas Don Lucas, en tanto en el pantalón llevó la inscripción de Bursátil Río Cuarto. Y en los últimos meses en la espalda de la casaca se observa la inscripción Correo Argentino S. A.
En los últimos años la fabricación de la indumentaria ateniense ha estado a cargo de la firmas Gymnos, después Confecciones GG, las dos de Río Cuarto, y a partir de 2006 por Sportlandia, la antaña firma de útiles deportivos de Buenos Aires.
Pocos meses después, en abril de 1917, Atenas se inscribió entre los clubes fundadores de la Federación de Foot-Ball Río Cuarto, organismo de conducción que antecedió a la actual Liga Regional. Es decir, Atenas nació por el fútbol y para el fútbol, en el camino fue descubriendo otras posibilidades para la práctica de “sport” y las incorporó, transformándose en el club “precursor” y referente de casi todas ellas.
Ese mismo año, el primer equipo ateniense jugó en la División Intermedia, obteniendo el Campeonato 1917 y rápido el ascenso a Primera División. A partir de allí Sportivo Atenas es el único club de Río Cuarto que ha jugado todos los campeonatos oficiales de la divisional superior. El primer título llegó en 1920 y el último aconteció en 2021.

### El primer equipo
Una de las primeras formaciones futbolísticas documentadas de un equipo de Atenas en el año de 1916, es la que estuvo integrada con los jugadores que siguen:
Sixto Arias, Julio V. Castro y Andrés Bayon, José María Novaro, Domingo Gómez y Celestino Estévez, Ventura G. Ferreyra, José B. Torres, Guido G. Ferreyra, Martín Gómez y Gregorio S. Álvarez (capitán).

### Los deportes al paso de los años
No sólo fue el fútbol el factor determinante en esos primeros años, sino toda una serie de actividades deportivas, recreativas y socio-culturales que marcaron la impronta de un próspero y sólido trayecto a recorrer. Fueron necesarios muy buenos dirigentes y sin dudas Sportivo Atenas los tuvo; hubo que defender la divisa y grandes deportistas honraron sus colores, las estadísticas y los “palmarés” conseguidos así lo comprueban.
El ajedrez, la biblioteca popular, el box y la gimnasia, fueron las primeras actividades incorporadas al medio para asombro del ambiente de los sportsman de aquella época. En corto tiempo se sumaron: tenis, ciclismo, atletismo, basquetbol, esgrima, billar, natación y así, gradualmente, año tras año, una variada muestra de disciplinas deportivas, virtualmente desconocidas como no fuera por las noticias de los diarios; todas ellas, sostenidas por las respectivas sub-comisiones.
Allí fincó la gran popularidad de esta entidad que, con apenas cinco años, recibió el llamativo mote de “faraones”, por eso de empeñarse en grandes emprendimientos como tener una cancha propia y una sede social. En aquellos primeros años, le correspondió a este Club iniciar la mayoría de las disciplinas deportivas en Río Cuarto, muchas de las cuales con los años se desparramaron hacia otras entidades y nuevos clubes en donde progresaron y por fortuna hicieron historia.
La fama de Sportivo Atenas trascendió los límites de Río Cuarto y se proyectó a importantes localidades como Villa Mercedes, Villa María, Laboulaye, Bell Ville o Córdoba y a casi todos los pueblos aledaños que tuvo el honor de visitar en caballerescas competencias. En larga historia el Club ha desarrollado, en distintos momentos, las siguientes actividades deportivas y recreativas, a saber: ajedrez, atletismo, automovilismo, balón mano o handbol, basquetbol masculino, basquetbol femenino, base-ball o béisbol, billar, bochas, box amateur, campamento, ciclismo, dominó, esgrima, gimnasia deportiva, gimnasia artística, karate-do, motociclismo, motocross, natación, paddle, patín, pelota a paleta, rugby, tenis de mesa, tiro deportivo, voleibol, yudo.
Desde el accionar artístico-cultural hubo etapas de fuerte impulso, por casos:academia de arte culinario, bailables sociales, biblioteca popular, conferencias temáticas, elenco teatral filodramático, danzas folclóricas, exposiciones de artes plásticas, publicaciones.

### Los primeros títulos
En los años '20 ganó sus primeros torneos en la Liga, que en esos años era predominada entre Central Argentino y Estudiantes.
La primera era dorada del club se da tras la escisión de 1933, ganando los 2 torneos de la disidente Liga Riocuartense. Completó un pentacampeonato con los torneos de la Liga ya unificada hasta 1937 y fue claro dominante de la liga hasta mediado de los años '40, pero continuaría ganando torneos durante las décadas posteriores.

### Llegada a la AFA
El 18 de mayo de 1973, hizo su debut en el Torneo Regional, cayendo por 4 a 0 ante Desamparados en San Juan por la Región Centro. El día 25 cayó por 2 a 1 en el partido de vuelta. El 23 de abril, cayó por 6 a 0 ante Belgrano en Río Cuarto; y el 30 cayó por 2 a 0, quedando afuera del torneo.
Su primer triunfo llegó el 15 de febrero de 1981, venciendo por 2 a 1 a San Martín en Laboulaye, en su segundo Torneo Regional, donde finalizó tercero en la Zona 2 del Grupo 6.

### En el Argentino B
Tras casi 20 años, Atenas volvió a clasificar a los torneos de la AFA.
En la edición 1996/97 del Torneo Argentino B, cuarta división para los clubes del interior, concursó en el Grupo B de la Región Centro, donde finalizó tercero.
En el torneo de 1998/99, terminó segundo en el Grupo 2 de la Región Centro y luego quedó primero en el triangular por el cuarto pase a la siguiente fase. Allí, concursó en la Zona 5 e igualó en puntos con San Lorenzo de Alem, pero por diferencia de gol quedó tercero y se despidió del torneo.
En la edición de 2000/01, quedó segundo en la Zona 1 en el Grupo Córdoba. Luego enfrentó a Estudiantes por el pase a la fase regional, pero una mala inclusión le dio por perdido el partido de ida que había ganado 2 a 1; para luego caer por 5 a 0 en el partido de vuelta. Por último enfrentó a Central Córdoba por el tercer y último lugar en la fase regional y, tras caer por 1 a 0 en Laboulaye, quedó eliminado al igualar 0 a 0 en Río Cuarto.
En 2002, tras 30 años de sequía, ganó su vigésimo torneo de la Liga.
En el Argentino B 2003/04, concursó en la Zona 13, donde terminó segundo. Por los dieciseisavos de final, enfrentó a Alumni. A pesar de ganar 2 a 1 en la ida, cayó por 2 a 1 en Villa María y quedó eliminado en los penales.

### En el Torneo del Interior
En 2005 clasificó al Torneo del Interior, nueva quinta categoría para los clubes del interior. Allí concursó en la Zona 35, y al salir segundo clasificó a la segunda fase, donde quedó eliminado ante Carlos Paz en los penales, luego de un triunfo por 1 a 0 para cada uno.
En la edición de 2006, concursó en la Zona 36 donde quedó primero por diferencia de gol. En los dieciseisavos de final, luego de igualar por 2 a 2, cayó por 4 a 2 ante Guaymallen.

### Ascenso al Argentino B
En el Torneo del Interior 2007, participó en la Zona 15 donde clasificó segundo disputando 6 partidos ganando 3 y perdiendo 3, convirtiendo 11 goles y recibiendo 10.
En segunda ronda enfrentó a Argentino Peñarol venciéndolo por 1 a 0 y 2 a 1.
En tercera ronda venció a San Martín de Monte Buey empatando 1 a 1 el partido de ida y ganando 2 a 1 el de vuelta.
En cuarta ronda igualó ante Unión Santiago luego de empatar ambos partidos 1 a 1 y 2 a 2 superó por penales 5 a 4.
En quinta ronda enfrentó a Argentino de Mendoza donde perdió 1 a 0 el partido de ida y ganó 2 a 1 el de vuelta para así avanzar desde el punto de penal por 7 a 6.
En la final superó a Atlético Famaillá donde empató ambos partidos 1 a 1 para así vencer desde los 12 pasos por 5 a 3 y así ascender al Torneo Argentino B.
En el Argentino B 2007/08, concursó en la Zona 2, donde quedó segundo por diferencia de gol al igualar en puntos con el puntero Maipú. En la segunda fase, finalizó tercero en la Zona 2, quedando fuera de la final por el ascenso.
En el torneo de 2008/09 estuvo cerca de la final. Luego se superar la Zona 6 al quedar segundo por diferencia de gol, concursó en la Zona 3 de la segunda fase. Llegó a la última fecha en segundo lugar a 2 puntos de su clásico Estudiantes. Con la necesidad de ganar, venció por 3 a 2 a Juventud Alianza, pero Estudiantes venció por 2 a 0 a Del Bono y se clasificó a la final.
En el torneo de 2009/10, compitió en la Zona 6. En el Apertura, finalizó segundo y, al vencer por 3 a 2 en el global a San Martín de Mendoza, asegurando un lugar en la segunda fase del torneo. En el Clausura, finalizó primero en la zona y, tras igualar 1 a 1, venció por 3 a 1 a Guaymallén y clasificó directamente a la fase final. En el Pentagonal, Atenas llegó a la última fecha con la obligación de ganar por goleada para quedarse con el ascenso, o sino con un lugar en la promoción. Sin embargo, ganó por 3 a 2 en Las Parejas y La Emilia perdió por 2 a 1 con Douglas Haig, quedando en un triple empate pero, por diferencia de gol, Atenas finalizó tercero.
En la edición de 2010/11, terminó cuarto en la Zona 4.

### Debut en la Copa Argentina
En 2011, la AFA decidió reflotar la Copa Argentina, después de su cancelación en 1970. Y para su reinauguración, decidió que todos los equipos del Argentino B compitieran.
El 7 de septiembre, Atenas hizo su debut en la copa nacional ante Estudiantes en Río Cuarto. Lucío Costantini abrió el marcador para Atenas a los 5 minutos, pero Palacio puso el 1 a 1 definitivo en el cierre del primer tiempo. En los penales, Ezequiel Bardín atajó 2 penales para Atenas y avanzó de fase.
El 15 enfrentó a Racing de Córdoba en Nueva Italia. A los 10 minutos, Alturria puso el 1 a 0 para la visita, pero los hermanos Molina lo dieron vuelta con goles a los 14 y a los 6 del segundo tiempo. Luego la academia quedó con 10, pero Atenas no lograría revertir el marcador.
Por el Argentino B de 2011/12, realizó una paupérrima campaña en la Zona 4. Llegó a última fecha último en su zona y obligado a ganar y a esperar otros resultados para evitar el descenso. El 10 de abril de 2012, venció por 3 a 0 a Sarmiento de Leones. Las derrotas de Teniente Origone, Independiente de Tandil y Defensores de Pronunciamiento, y el empate de Jorge Gibson Brown, le permitieron salvarse del descenso y de la promoción.

### El descenso
El torneo de 2012/13 no fue distinto para el equipo. Empató y perdió la mayoría de sus partidos en la Zona 3, y llegó a la última fecha obligado a ganar para salir de la zona de descenso y esperar otros resultados. Finalmente, el 14 de abril, cayó por 5 a 1 ante San Martín en Mendoza y se despidió de la categoría.
El 24 de octubre, enfrentó nuevamente a Estudiantes por la Copa Argentina 2012/13 y volvió a vencer en los penales tras igualar 1 a 1. El 7 de noviembre, venció por 2 a 1 a Estudiantes de San Luis y, el 22, venció en los penales a Juventud Unida Universitario luego de igualar 2 a 2. El 5 de diciembre, en la instancia previa a la fase final, cayó por 2 a 1 ante Belgrano de San Francisco y se despidió de la copa.

### Invitación al Federal B
En el Torneo del Interior de 2014, quedó segundo en la Zona 41. En los Cuartos de final, venció por 4 a 0 y 2 a 0 a El Brujas. En las semifinales, venció por 3 a 1 y 4 a 1 a Ateneo Vencinos. En las finales por el ascenso, se enfrentó a Luján de Mendoza. Tras caer en la ida por 2 a 1, logró vencerlo por 1 a 0 en el partido de vuelta, pero terminó cayendo en los penales.
Sin embargo, a mediados de 2014 la AFA resolvió una reestructuración sobre todo el fútbol argentino. Por tal motivo, el Consejo Federal invitó a 14 clubes a participar del nuevo Torneo Federal B, y Atenas fue de los 13 que aceptaron. En la temporada de transición, quedo cuarto en la Zona 17 y quedó fuera de los cuartos de final al no quedar entre los mejores cuartos.

### Nuevo descenso
En el Federal B de 2015, concursó en la Zona 10. Realizó una floja campaña, perdiendo y empatando la mayoría de los encuentros. El 27 de septiembre, cayó por 2 a 0 ante Sarmiento en Leones, siendo condenado al descenso a falta de 3 fechas. Se despidió del torneo cayendo por 3 a 1 ante Las Palmas por la penúltima fecha.

### Nuevo ascenso
En el Federal C de 2016, disputó la etapa clasificatoria en la Zona 59 donde clasificó primero a la Etapa final luego de ganar 4 partidos y empatar 2, convirtiendo 6 goles a favor y recibiendo 3.
En Primera fase superó a General Paz Juniors luego de empatar 1 a 1 el primer partido y ganar 1 a 0.
En segunda fase le ganó a Casino de Merlo venciéndolo por 6 a 0 y 5 a 1.
En tercera fase enfrentó a Defensores de Boca de Media Agua por 2 a 1 y 1 a 0.
En cuarta fase enfrentó a Deportivo Rodeo donde empató 1 a 1 y ganó 2 a 0.
En la final venció a Juventud Unida de Río Cuarto por 4 a 2 y 5 a 1.
De esta forma ascendió nuevamente al Torneo Federal B.

### El descensoanulado
Para 2016, la AFA volvió a reestructurar el fútbol argentino, afín de readaptarse al calendario europeo. Sin embargo, la reestructuración fue distinta para el Federal B, ya que pasó a ser un torneo semestral y los clubes que descendían disputaban el Federal C de la misma temporada.
En el torneo complementario de 2016, Atenas realizó una pésima campaña en la Zona 2 de la Región Centro. Perdiendo la mayoría de los partidos, llegó a la penúltima fecha penúltimo y obligado a ganar para no descender. Finalmente, el 6 de noviembre visitó a Juventud Unida en Coronel Baigorria, que iba último, y cayó 2 a 1. Condenado al descenso, se despidió del torneo ya que tenía fecha libre en la última fecha.
Debido a la duración del torneo anterior, participó en la edición 2017 del Federal C, de formó parte de la Zona 3 Subregión 2 de la Región Centro donde clasificó primero a la Etapa final ganando 4 partidos empatando 1 y perdiendo 1 con 13 goles a favor y 5 en contra.
En segunda fase superó a Atlético Carlos Paz ganando 3 a 2 y empatando 1 a 1.
En tercera fase enfrentó a Banda Norte donde perdió 1 a 0 el partido de ida y ganó 4 a 3 el de vuelta para así avanzar a la ronda final desde el punto de penal donde ganó 8 a 7.
En la final se vio las caras con Almirante Brown de Malagueño donde perdió 2 a 1 el partido de ida y ganó 2 a 1 el de vuelta para así superar 5 a 3 desde el punto de penal, y retorna al Torneo Federal B; siendo, de esta manera, el único club que deja sin efecto su descenso por sus propios meritos, ya que ascendió a la temporada 2017, siguiente del torneo complementario de 2016.

### Del Federal B al Regional Federal Amateur
Después de meses de incertidumbre, inició el Federal B 2017 en septiembre. Atenas compitió en la Zona 2 de la Región Centro, donde quedó tercero lejos de los clasificar a la segunda fase. Culminó el torneo el 19 de noviembre, venciendo a Brown de Malagueño por 2 a 0.
En 2019 compitió en la Zona 7 de la Región Centro del Torneo Regional Federal Amateur, nuevo torneo que reemplazó a loseliminados Federal B y Federal C. Finalizó primero en su zona y clasificó a Octavos de final de la región, donde igualó 1 a 1 y venció 1 a 0 a Las Palmas. En Cuartos de final, venció por 2 a 0 y a pesar de luego caer 1 a 0, paso a las semifinales. Luego de caer por 2 a 1, venció por 1 a 0 a Acción Juvenil y se impuso en los penales. En la final, terminó cayendo por 2 a 0 y 1 a 0 ante Guemes de Santiago del Estero.
Para la edición de 2020, clasificó al torneo por medio de la licencia deportiva otorgada por el Consejo Federal. Disputó la Zona 9 de la Región Centro, donde llegó a la última fecha con chances de pasar a la fase final pero, a pesar de vencer a Río Tercero, Belgrano de Vicuña Mackenna venció a 9 de Julio y se quedó con el primer lugar.
En la edición 2021/22, finalizó último en la Zona 11 de la Región Centro, sin ganar algún partido.

### Ascenso al Federal A
En la edición 2022/23, conformó la Zona 11 de la Región Centro donde jugó 6 partidos y de ellos ganó 4 empató 1 y perdió 1, convirtió 10 goles y recibió 5. De esta forma clasificó a la siguiente ronda.
En Segunda ronda enfrentó a Alumni de Villa María a quién le ganó 3 a 0 el partido de ida y perdió 4 a 1 en la vuelta, avanzó de ronda desde el punto de penal luego de ganar por 4 a 3.
En Tercera ronda jugó ante Sarmiento de Leones, el partido de ida terminó igualado 1 a 1 y en la vuelta ganó Atenas por 1 a 0.
En Cuarta ronda se vio las caras ante Andino de La Rioja donde luego de igualar sin goles en el Estadio 9 de julio venció 2 a 0 de visitante para así clasificarse a la final de la Región Centro.
En la Quinta ronda enfrentó a San Lorenzo de Alem, luego de empatar 1 a 1 y 0 a 0 se impuso desde el punto de penal por 5 a 3, de esta manera se consagró ganador de la Región centro y jugó la final por el ascenso.
Disputó la Final ante el ganador de la Región Litoral Sur que fue 9 de julio de Rafaela, el partido se jugó de forma neutral en el Estadio Juan Pablo Francia, allí ganó Atenas por 1 tanto contra 0 y de esta manera logró el ascenso al Torneo Federal A por primera vez en su historia.

### Actualidad
El 12 de marzo de 2023 hizo su debut en el Federal A, venciendo por 1 a 0 a Juventud Unida Universitario. Compitió en la Zona 2, que se disputó a 4 ruedas, aun así gran parte del torneo se mantuvo entre la cuarta y sexta posición, por lo que eventualmente no lograría clasificar a la Copa Argentina. El 29 de octubre, venció por 8 a 2 a Peñarol por la última fecha, en lo que fue su mejor partido en el torneo. Gracias a que Huracán Las Heras no pudo ganar, avanzó a los Octavos de final. El 5 de noviembre, enfrentó a Olimpo en el Norberto Carminatti, y se despidió del torneo al caer por 2 a 0.

## Presidentes
| N.°  | Presidente                   | Mandatos    |
| ---- | ---------------------------- | ----------- |
| 1.°  | Andrés Bayón                 | 1916 - 1919 |
| 2.°  | Domingo Cardarelli           | 1920 - 1921 |
| 3.°  | Carlos N. Ferrari            | 1922 - 1926 |
| 4.°  | Juan Filloy                  | 1926 - 1928 |
| 5.°  | José Julián Gil              | 1928 - 1931 |
| 6.°  | Arturo Francisco Alday       | 1932 - 1935 |
| 7.°  | David Gdansky                | 1936 - 1937 |
| 8.°  | Pedro Antonio Codrómaz       | 1938 - 1939 |
| 9.°  | Juan Carlos Roqué Posse      | 1939 - 1940 |
| 10.° | Alberto M. Díaz              | 1941 - 1942 |
| 11.° | Álvaro Estévez               | 1942 - 1946 |
| 12.° | Adolfo Luis Racagni          | 1946 - 1948 |
| 13.° | Ovidio B. Hermida            | 1948 - 1950 |
| 14.° | Antonio Brunetti             | 1950 - 1954 |
| 15.° | Moisés S. Pérez              | 1955 - 1956 |
| 16.° | José S. Giuliani             | 1957 - 1958 |
| 17.° | Carlos Alberto Caramutti     | 1961 - 1964 |
| 18.° | Jaime Gil                    | 1965 - 1966 |
| 19.° | José Basilio Gancedo         | 1966 - 1967 |
| 20.° | Eduardo Ángel Verhaegue      | 1968 - 1970 |
| 21.° | Camilo González Pescio       | 1970 - 1972 |
| 22.° | Miguel Luis Besso            | 1972 - 1976 |
| 23.° | Onelio Arturo Fluhr          | 1976 - 1980 |
| 24.° | Delfor Amadeo Bustamante     | 1980 - 1982 |
| 25.° | Andrés Caillet Bois          | 1982 - 1983 |
| 26.° | Omar Jesús Grosso            | 1983 - 1985 |
| 27.° | Juan Agustín Calleri         | 1985 - 1988 |
| 28.° | Miguel Ángel Gianotti        | 1988 - 1995 |
| 29.° | Jorge Alberto Alonso         | 1995 - 1999 |
| 30.° | Ignacio Francisco Echevarria | 2000 - 2003 |
| 31.° | Alfredo Mario Baronio        | 2003 - 2004 |
| 32.° | Pablo Ignacio Gómez          | 2004 - 2006 |
| 33.° | Daniel César Tosco           | 2007 - 2014 |
| 34.° | Omar Armando Isaguirre       | 2014 - 2016 |
| 35.° | Nancy Rama                   | 2016 - 2019 |
| 36.° | Ezequiel Andrés Palma        | 2019 - 2020 |
| 37.° | Luis Federico Felippa        | 2020 - 2024 |
| 38.° | Ezequiel Andrés Palma        | 2024 - Act  |

### Comisión directiva 2024-Presente
| Comisión directiva |
| |
| - Presidente: Ezequiel Andrés Palma - Vice 1º: Enrique Novo - Secretario: Jonatan Ruttia - Tesorero Julieta Tonello - 1er Vocal: Franco Cattana - 2do Vocal: Gustavo Palma - 3er Vocal: Matias Carabajal - 4to Vocal: Martín Beltriti |
| |

## Rivalidades
El Clásico Riocuartense es como habitualmente se denomina al partido del fútbol argentino que enfrenta a los dos clubes más importantes de Río Cuarto: Atenas y Estudiantes.
- El primer partido oficial se disputó el 1 de diciembre de 2000, y en el mismo, Atenas se impuso por 2 a 1 ante Estudiantes pero por la mala inclusión de un jugador de Atenas, el Consejo Federal dio por ganado el partido a Estudiantes por 1 a 0.
- La mayor goleada de Atenas fue el 10 de noviembre de 2007 cuando venció por 3 tantos contra 0 a Estudiantes de visitante en el Torneo Argentino B 2007-08.
- Se enfrentaron una vez en Copa Argentina 2011, donde luego de empatar 1-1, Atenas se impuso a penales 4-2.

Contando partidos oficiales, han jugado un total de 23 partidos de los cuales Atenas ganó 6, Estudiantes 10 y empataron en 7 oportunidades.
Actualizado al 9 de octubre de 2016.
| Rival       | PJ | PG | PE | PP | GF | GC | DIF |
| ----------- | -- | -- | -- | -- | -- | -- | --- |
| Estudiantes | 23 | 6  | 7  | 10 | 18 | 27 | -4  |

| PJ: partidos jugados | PG: partidos ganados | PP: partidos perdidos | PE: partidos empatados | GF: goles a favor | GC: goles en contra | DIF: diferencia de partidos |

## Infraestructura

### Estadio

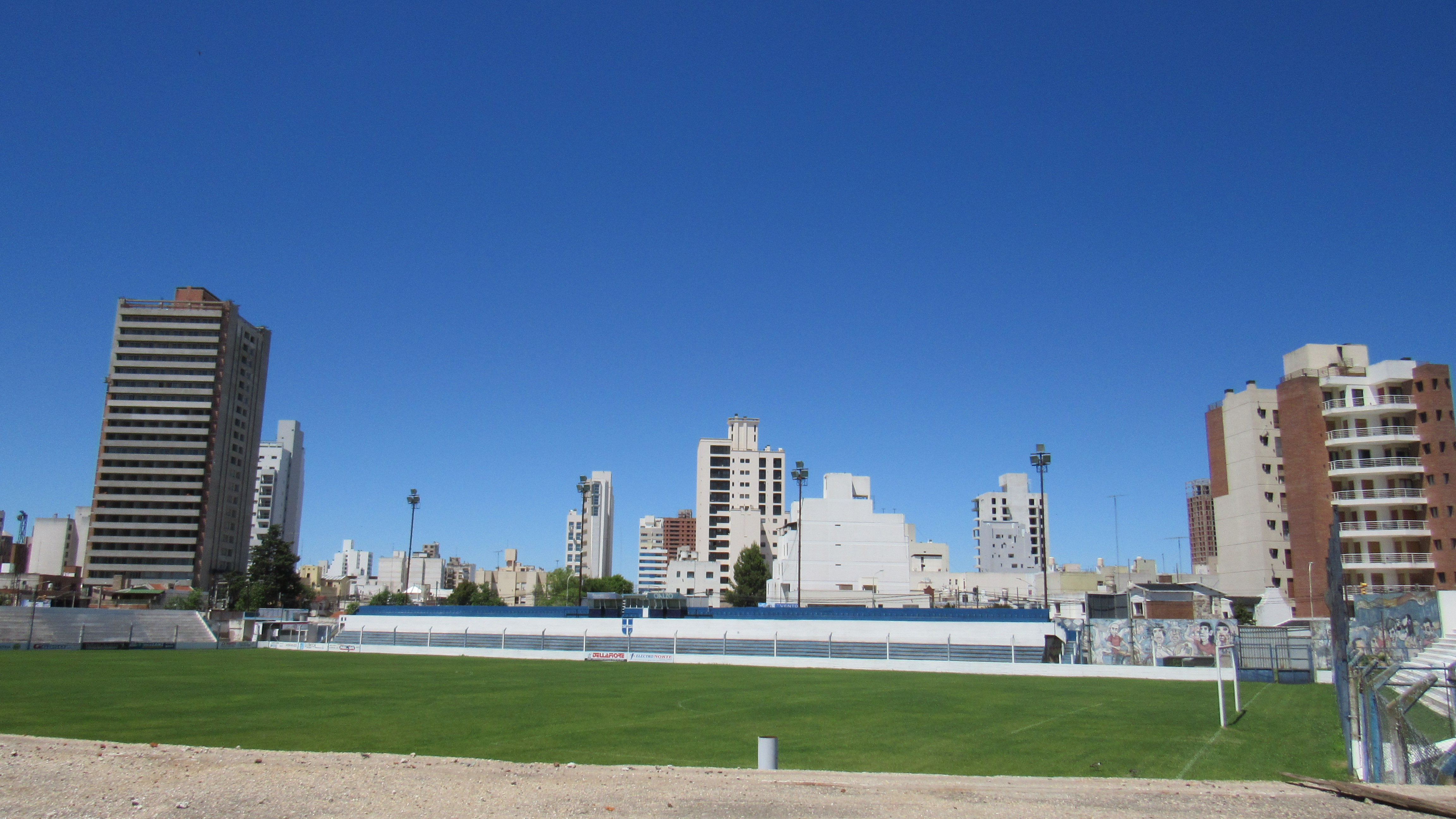

El Estadio 9 de Julio se encuentra ubicado en calle Mitre y avenida Guillermo Marconi, en el barrio Buena Vista de la ciudad de Río Cuarto. Esa cancha fue inaugurada en 1923.
El lunes 12 de octubre de 1964 se inauguran las tribunas oficial y popular norte en un partido ante Boca Juniors en el cuál empatarían por 1 a 1. El partido fue presenciado por 6000 espectadores.
El sábado 20 de febrero de 1965 se inauguran el total de las tribunas en un partido ante River Plate donde vencería el conjunto de Núñez por 2 a 0.
En el año 1968 se inaugura el sistema de iluminación en un partido ante San Lorenzo de Almagro donde vencieron los porteños 3-2.

## Datos del club
Total de temporadas en AFA: 27
- Temporadas en Primera División: 0
- Temporadas en Segunda División: 2
  - Torneo Regional: 2 (1973, 1981)
  - Mejor ubicación en Segunda División: 3.° Zona 6 (1981)
  - Peor ubicación en Segunda División: Primera ronda (1973)
- Temporadas en Tercera División: 2
  - Torneo Federal A: 2 (2023 - 2024)
  - Ubicación en la tabla histórica de Tercera División: 99.°
  - Mejor ubicación en Tercera División: 8vos de final (2023)
  - Peor ubicación en Tercera División:
- Temporadas en Cuarta División: 17
  - Torneo Argentino B: 10 (1996-97, 1998-99, 2000-01, 2003-04, 2007-08 - 2012-13)
  - Torneo Federal B: 2 (2015, 2016)
  - Torneo Regional Federal Amateur: 5 (2019 - 2022-23)
  - Mejor ubicación en Cuarta División: 1.° (2022-23)
  - Peor ubicación en Cuarta División: Descenso (2012-13, 2015, 2016)
- Temporadas en Quinta División: 6
  - Torneo del Interior: 4 (2005 - 2007, 2014)
  - Torneo Federal C: 2 (2016, 2017)
  - Mejor ubicación en Quinta División: 1.° (2007, 2016, 2017)
  - Peor ubicación en Quinta División: Segunda fase (2005, 2006)

### Ascensos y descensos
- 1973 - Ascenso al Torneo Regional.
- 1973 - Descenso a liga de origen (Liga Regional de Fútbol de Río Cuarto).
- 1981 - Ascenso al Torneo Regional.
- 1981 - Descenso a liga de origen (Liga Regional de Fútbol de Río Cuarto).
- 1996/97 - Ascenso al Torneo Argentino B.
- 1996-97 - Descenso a liga de origen (Liga Regional de Fútbol de Río Cuarto).
- 1998/99 - Ascenso al Torneo Argentino B.
- 1998-99 - Descenso a liga de origen (Liga Regional de Fútbol de Río Cuarto).
- 2000/01 - Ascenso al Torneo Argentino B.
- 2000-01 - Descenso a liga de origen (Liga Regional de Fútbol de Río Cuarto).
- 2003/04 - Ascenso al Torneo Argentino B.
- 2003-04 - Descenso al Torneo del Interior.
- 2007 - Ascenso al Torneo Argentino B.
- 2012-13 - Descenso al Torneo Argentino C.
- 2014 - Ascenso al Torneo Federal B.
- 2015 - Descenso al Torneo Federal C.
- 2016 - Ascenso al Torneo Federal B.
- 2016 - Descenso al Torneo Federal C.
- 2017 - Ascenso al Torneo Federal B.
- 2022-23 - Ascenso al Torneo Federal A.

## Jugadores

### Mercado de pases 2025
- Actualizado el 30 de julio de 2025

#### Altas
| Verano              |           |                                  |                  |  |  |  |
| Agustín Arrieta     | Arquero   | Belgrano de Vicuña Mackenna      | Libre.           |  |  |  |
| Cristian Geist      | Arquero   | Uruguay Montevideo               | Libre.           |  |  |  |
| Francisco Araya     | Defensor  | Toro Club de Coronel Moldes      | Fin de préstamo. |  |  |  |
| Marcelo Benítez     | Defensor  | Cienciano                        | Libre.           |  |  |  |
| Santiago Campaño    | Defensor  | Atlético San Basilio             | Libre.           |  |  |  |
| Alan Fernández      | Defensor  | Sportivo Pocitos de Salta        | Fin de préstamo. |  |  |  |
| Isaías Guzmán       | Defensor  | Atlético San Basilio             | Libre.           |  |  |  |
| Lucio Pérez         | Defensor  | Chaco For Ever                   | Libre.           |  |  |  |
| Elías Quiroga       | Defensor  | Independiente                    | Libre.           |  |  |  |
| Juan Ignacio Romero | Defensor  | Acción Juvenil de General Deheza | Libre.           |  |  |  |
| Agustín Alcaraz     | Volante   | Real Tomayapo                    | Libre.           |  |  |  |
| Lucas Cruzeño       | Volante   | Toro Club de Coronel Moldes      | Libre.           |  |  |  |
| Agustín Mansilla    | Volante   | Mitre de Santiago del Estero     | Libre.           |  |  |  |
| Mariano Martínez    | Volante   | Sportivo Las Parejas             | Libre.           |  |  |  |
| Manuel Méndez       | Volante   | Atlético San Basilio             | Libre.           |  |  |  |
| Facundo Mucignat    | Volante   | Villa Mitre de Bahía Blanca      | Préstamo.        |  |  |  |
| Pablo Palavecino    | Volante   | General Paz Juniors              | Libre.           |  |  |  |
| Francisco Russo     | Volante   | 9 de Julio de Rio Tercero        | Libre.           |  |  |  |
| Agustín Suárez      | Volante   | Toro Club de Coronel Moldes      | Libre.           |  |  |  |
| Juan Aróstegui      | Delantero | Tristán Suárez                   | Libre.           |  |  |  |
| Gabriel Azcurra     | Delantero | Sarmiento de Junín               | Libre.           |  |  |  |
| Germán Cervera      | Delantero | Huracán de Comodoro Rivadavia    | Fin de préstamo. |  |  |  |
| Mateo Mana          | Delantero | Cañuelas                         | Libre.           |  |  |  |
| Lionel Pedrueza     | Delantero | Deportivo Río Cuarto             | Libre.           |  |  |  |
| Pascual Rivero      | Delantero | Toro Club de Coronel Moldes      | Libre.           |  |  |  |
| Mateo Tuset         | Delantero | Germinal de Rawson               | Libre.           |  |  |  |
|                     |           |                                  |                  |  |  |  |
| Invierno            |           |                                  |                  |  |  |  |
| Federico Peralta    | Defensor  | San Telmo                        | Préstamo.        |  |  |  |
| Martín Argüello     | Volante   | Sportivo Belgrano                | Préstamo.        |  |  |  |
| Antú Hernandez      | Volante   | Central Norte de Salta           | Libre.           |  |  |  |
| Franco Pérez        | Delantero | Academia Cantolao                | Libre.           |  |  |  |

#### Bajas
| Verano               |           |                               |                        |  |  |  |
| Lautaro Barile       | Defensor  | Independiente Dolores         | Fin de contrato.       |  |  |  |
| Juan Ignacio Barrera | Defensor  | Lautaro Roncedo               | Fin de contrato.       |  |  |  |
| Claudio Curima       | Defensor  | Deportivo Merlo               | Fin de contrato.       |  |  |  |
| Diego Oyola          | Defensor  | Lautaro Roncedo               | Fin de contrato.       |  |  |  |
| Cristian Saín        | Defensor  | Ferro de General Pico         | Fin de contrato.       |  |  |  |
| Nicolás Castro       | Volante   | Everton de Coronel Moldes     | Fin de contrato.       |  |  |  |
| Lautaro Gayoso       | Volante   | Sportivo Las Parejas          | Fin de contrato.       |  |  |  |
| Axel Juárez          | Volante   | Bandera de ?                  | Fin de contrato.       |  |  |  |
| Lucas Núñez          | Volante   | Sportivo Las Parejas          | Fin de contrato.       |  |  |  |
| Facundo Quiroga      | Volante   | Almagro                       | Préstamo.              |  |  |  |
| César Torres         | Volante   | Lautaro Roncedo               | Fin de contrato.       |  |  |  |
| Rodrigo Vaschetto    | Volante   | Social Las Higueras           | Fin de contrato.       |  |  |  |
| Mauricio Villarreal  | Volante   | Atlético Sampacho             | Fin de contrato.       |  |  |  |
| Germán Cervera       | Delantero | Deportivo Rincón              | Fin de contrato.       |  |  |  |
| Tomás Martínez       | Delantero | Ferro                         | Fin de préstamo.       |  |  |  |
| Franco Torres        | Delantero | Lutgardis Riveros             | Fin de contrato.       |  |  |  |
|                      |           |                               |                        |  |  |  |
| Invierno             |           |                               |                        |  |  |  |
| Marcelo Benítez      | Defensor  | Atlético Tembetary            | Rescisión de contrato. |  |  |  |
| Santiago Campaño     | Defensor  | Sarmiento de Etruria          | Rescisión de contrato. |  |  |  |
| Hugo Paniagua        | Defensor  | San Martín de Vicuña Mackenna | Rescisión de contrato. |  |  |  |
| Elías Quiroga        | Defensor  | Salto                         | Rescisión de contrato. |  |  |  |
| Lucas Cruzeño        | Volante   | Toro Club de Coronel Moldes   | Rescisión de contrato. |  |  |  |
| Agustín Mansilla     | Volante   | Nacional Potosí               | Rescisión de contrato. |  |  |  |
| Manuel Méndez        | Volante   | San Martín de Vicuña Mackenna | Rescisión de contrato. |  |  |  |
| Francisco Russo      | Volante   | Bandera de España             | Rescisión de contrato. |  |  |  |
| Juan Aróstegui       | Delantero | Bandera de ?                  | Rescisión de contrato. |  |  |  |

### Deportistas destacados
Agustín Santiago Calleri (1976) Jugador de tenis profesional internacional. Hijo del expresidente del club, Juan Agustín Calleri, su formación ocurrió en la escuela ateniense y parte de su definición profesional en el Jockey Club Río Cuarto. Campeón del Master Circuito Satélite Argentina III (1995) en Rosario (Santa Fe). En 2003 llegó al 16º del ranking de la A.T.P. tras ganar su primer torneo en Acapulco (México) y ser finalista del Master Series de Hamburgo (Alemania). Defendió los colores argentinos en distintas ediciones de la Copa Davis (2000, 2003, 2006) y en los Juegos Olímpicos de Atenas (2004). En 2007 fue campeón con Argentina en la Copa Mundial de Tenis (Alemania) al vencer 2-1 a República Checa. En su carrera derrotó a grandes ranqueados como: Andy Roddick, Albert Costa, Tim Henman y Juan Carlos Ferrero. Nació en Río Cuarto el 14 de septiembre de 1976. Agustín mide 1,84 y pesa 85 kilos.
Victorio Capelletti Zaguero central. Jugador de Boca Juniors. Estuvo unos pocos meses en Río Cuarto. Campeón local con Atenas en 1920
Emilio Oscar Castro (1910-1988) Preciso y habilidoso jugador de fútbol, delantero creativo en el puesto de insider derecho. Para muchos fue un jugador completo, para otros fue inigualable y uno de los grandes jugadores de todos los tiempos en Río Cuarto. Varias veces campeón local con Atenas. Se inició en la quinta división del club Huracán, luego pasó a El Diario, fue también jugador de Argentino Libanense, siguió en Central Argentino y Atenas de Ucacha e integró la selección oficial riocuartense de la Federación primero y de la Liga después. Recién en 1933 se incorporó a Sportivo Atenas donde fue idolatrado. Jugó en Talleres de Córdoba (1934-1936) y en la selección de la Liga Cordobesa, para llegar a Gimnasia y Esgrima La Plata (1936) donde no triunfó solo por cuestiones de inconducta. Con la camisa “mens sana” debutó el 16 de agosto de 1936, como centroforward, ante Boca Juniors (3-2) en La Plata. A veces arrogante y displicente, le decían el Negro Castro, algunos lo apodaban el Maestro. Fue campeón local con Atenas 1933, 1939, 1940, 1941, 1942, 1944 y 1946; con Talleres de Córdoba en 1934.
Carlos Alberto Freytes Se inició en Atenas como cadete en 1922. Inolvidable jugador de fútbol, múltiple campeón del Club (1933, 1934, 1935, 1936, 1937, 1939), jugó en los distintos puesto de la línea media, centro-halve por excelencia con presencia y personalidad que le imponían proverbial respeto al rival, defendió los colores de Universitario y Talleres (1931-1932) de Córdoba y pasó brevemente por Racing Club de Avellaneda. Jugó siempre en Atenas y los seleccionados de Río Cuarto. Trabajó en el Juzgado Civil de Segunda Nominación donde se jubiló. El Pata o Patita Freytes murió a los noventa años.
Sergio Ibarra Jugador de fútbol iniciado en Atenas, llegó a jugar en primera división en 1992, jugó en la Primera División de Fútbol Profesional en el Perú, donde llegó a ser el "Goleador Histórico" de la "Primera División". Hoy se desempeña como conductor deportivo y comentarista en Frecuencia Latina, televisora del Perú.
José Antonio Losada (1929-2003) Tenista ateniense reconocido como el Gallego Losada, el Cub desde 1943; como baloncestista fue integrante del memorable five campeón local de 1953 —donde también jugó su hermano Luis Losada, Anacleto Peano, Carlos Gutiérrez y Víctor Pérez, entre otros— y notable número uno del ranking local en tenis por varias temporadas, ganador de ciento sesenta torneos (1952-1986), también sub-campeón provincial en single (1961) campeón interprovincial (San Luis 1961), sub-campeón sudamericano en dobles veteranos (1985-1986-1987). Integró en dobles por años con Pío Morales. Cuando se fundó la Liga de Tenis estuvo representando a Atenas. Sus hijas mellizas, Claudia Marcela Losada y Alejandra Patricia Losada, también defendieron los colores de la entidad jugando al tenis.
Disraelí Pío Morales (1927) Tenistas de los históricos en el Club. Campeón provincial de interclubes (1956-1957), siempre figuró en los primeros lugares del ranking local (1951-1971). Como jugador en veteranos (desde 1974) formó pareja con José Antonio Losada resultando ganadores en numerosas torneos en la Ciudad, provinciales y nacionales. Llegó a ser vicepresidente de la Liga Regional de Tenis (1971/74). En su mocedad jugó al fútbol en Banda Norte, Talleres de Las Higueras y Correos y Telecomunicaciones. Nació en Balnearia (Córdoba), llegando a Río Cuarto en 1946 para incorporarse como técnico mecánico de aviones al Área Material Río Cuarto de la Fuerza Aérea.
Enrique Héctor Miranda Futbolista, delantero creativo zurdo con una gran pegada. Fue campeón local en 1963 y 1970 con Atenas donde nació, campeón provincial con Río Cuarto en 1968. El Gato estuvo a punto de ingresar a Gimnasia y Esgrima La Plata llevado por Armando Isaguirre, pero desistió y se volvió. Continuó su carrera en Independiente de Neuquén, provincia ésta donde reside.
Anacleto Peano (1935-1993) Fue un notable jugador de fútbol de los ‘50, reunió para sí la gran categoría del 5 antiguo —del centrojás— habilidoso, creativo y excelente pegada, a la vez que estuvo dotado de una caballerosidad por todos apreciada y reconocida. Llegó a Río Cuarto (1946) siendo niño, donde continuó sus estudios primarios en la Escuela Florentino Ameghino teniendo como compañeros a los hermanos Antonio y Salvador Sisalli, Alfredo Durán, entre otros, mientras el secundario lo desarrolló en la Escuela Nacional de Comercio. Comenzó en el fútbol participando en los inolvidables Campeonatos Infantiles Evita en un equipo del pueblo de Arias (Córdoba). Con sólo 13 años el jugador riocuartense Oscar Alfonso lo llevó a probarse en el Quilmes Atlétic Club y pasó la prueba, pero su madre no dio la autorización para que pudiera quedarse en la entidad cervecera. De vuelta jugó para Atlético Talleres de Las Higueras y al comenzar la década del ’50 el dirigente Juan Corti lo llevó al club Atlético Correos y Telecomunicaciones; más tarde, al lado de notables jugadores se consagró en Sportivo Atenas (Campeón 1954, con Julio Corvalán, Francisco Chirinos y Roberto Quiroga, Anacleto Peano, Delio Remedi y Aurelio Gallardo, Ricardo Rosso, Negro Cabral, Félix Molina, Alfredo Durán y Oscar Massaccesi); en su juventud fue también buen jugador de basquetbol del mismo Atenas (Campeón 1953, junto a Víctor Pérez, Clement Jhonson, Luis Losada, Carlos Gutiérrez, Raúl Ayala, Alfredo Durán, Félix Molina, Miguel Marioli, Luis Ordóñez y Antonio Losada, teniendo como entrenador a Filiberto Canteros). Cleto —como lo llamaban los hinchas— jugó en el Atlético Belgrano de Córdoba (Campeón 1955, 1957 con Miguel Ponce, Ambrosich, Pucho Arraigada, entre otros, dirigido técnicamente por Lalo Pereyra); integró también el seleccionado cordobés. El 3 de mayo de 1959 debutó en el campeonato oficial de la Asociación del Fútbol Argentino (0-0 vs. Rosario Central) con la camiseta de Atlético Newell’s Old Boys de Rosario (1959-1960) donde jugó junto a Tarnawski, Federico Sacchi, Zurita. Por los rosarinos fue transferido junto a Federico Sacchi al Racing Club (1961-1963) de Avellaneda (Campeón 1961, con el equipo integrado con los jugadores: Osvaldo Jorge Negri, Norberto Anido y Juan Carlos Mesías, Roberto Blanco, Anacleto Peano y Federico Sacchi, Oreste Omar Corbatta, Juan José Pizzuti, Juan Carlos Oleniack, Rubén Héctor Sosa y Raúl Oscar Belén). Este año les convirtió goles a Lanús y Atlanta. Tuvo un fugaz paso por la pre-selección nacional (1961) para el Mundial de Chile (1962) a la que renunció; luego jugó en el club Atlético Banfield (1964-1966) de Lomas de Zamora. Fue dos veces tapa de la porteña revista El Gráfico, con la camiseta de N.O.B. (1958) y la de Racing (1961). En 1964 le hizo un recordado gol a Boca Juniors (1-0) en cancha del Taladro y otro de antología a Vélez Sarsfield (2-0) que le valió la última página de El Gráfico con un emotivo artículo. Terminó su carrera en Sportivo Atenas, club de sus afectos, al que retornó en 1968 jugando hasta el año siguiente. Fue D.T. de la primera división (1968/69) e inferiores atenienses años después, del Toro Club de Coronel Moldes y de la Asociación Atlética Estudiantes de Río Cuarto a principio de los ‘80. Ya retirado de la actividad deportiva recibió el Premio al Mérito Deportivo en el Recuerdo (1989) del Club San Buenaventura. Hijo de Esperanza Leguizamón y Francisco Peano, nació Alejo Ledesma (Córdoba) el 22 de agosto de 1935 siendo el menor de cinco hermanos (Ramón, Enrique, Héctor, Alicia y él) al que íntimamente llamaban Piri. Murió en Río Cuarto el 2 de agosto de 1993. Padre de Marcelo Dante Peano, quien también llegó a la primera división ateniense. Con su compañero de línea Federico Sacchi abrieron en esta Ciudad la zapatería de estilo Calzados Rachel. Tuvo una empresa agropecuaria en Coronel Moldes y algunos años más tarde formó parte de la empresa Agrotambo. Fue cofundador y miembro de la Unión Vecinal de Río Cuarto (1983) y ese mismo año candidato a concejal.
Leandro Luján Pereyra Volante central, se inició en las divisiones inferiores de Atenas donde llegó a jugar en la primera con Eduardo Enrique Quiroga como entrenador, pero lo más importante de su carrera se desarrolla en El Salvador jugando para Águila de San Miguel (1996), Malacoff de Coatepeque (1996-1998), Deportivo Santa Clara de San Luis (1998) y Juventud Olímpica Metalío de Sonsonate (1999). Anteriormente jugó en Las Palmas de Córdoba (1992-1993), Centro Cultural Alberdi (1993-1994), de inmediato encaró el viaje a México —a fines de 1994— para entrenar en el Atlante con La Volpe y estuvo a punto de quedar en la Universidad Autónoma con el brasileño Tuca Ferreti, pero la posibilidad se frustró.
Venancio Julio Pereyra (1900-1939) Back central de notables cualidades, el Ñato integró una selección nacional del interior de la Asociación Argentina Amateur en un partido internacional ante los Vascos. Se inició como delantero en viejo club San Martín, jugó también en Estudiantes, Huracán de la Loma Fría, el seleccionado de la Federación y tuvo un paso muy rápido por Instituto de Córdoba (1923); campeón local con Atenas en 1925.
Rodolfo César Rodríguez (1951) Jugador de fútbol, comenzó siendo defensor (marcador lateral derecho) y terminó en delantero (puntero derecho) goleador, campeón local con Atenas (1970), Rodi jugó 23 partidos en la primera de Boca Juniors (1973) a cuyas inferiores llegó desde su Río Cuarto en 1971 pasar ser campeón de la quinta división xeneize, Chacarita Juniors (1974-1975), Belgrano de Córdoba (1975-1977), Rosario Central (1979), varias temporadas en Instituto Atlético Central Córdoba de Córdoba con casi 200 partidos (1980-1986) y Talleres de Córdoba (1986-1987) totalizando 310 partidos en primera división y 54 goles.
Raúl Rodríguez Una de las glorias de pugilismo argentino. El Mota o Motita cumplió una trayectoria notable al punto de ser campeón argentino y sudamericano de los medianos. Se inició en Atenas casi un niño, prosiguió su carrera en Córdoba y defendió los colores del país internacionalmente.
Miguel Ángel Serra (1939) Gran jugador de fútbol y mejor persona, centrodelantero de excepcional dominio y habilidad. De profesión médico, para todos fue el Doctor o Doc Serra. Llegó al Área Material como médico y se incorporó al Sanatorio Argentino. Cuando llegó a Atenas en 1964, llevado por Humberto Julio Mugnaini, ya estaba fuera de la forma física que había lucido durante cinco grandes temporadas en General Paz Juniors (Córdoba) donde se inició en sexta división (1953) y la selección de la Capital provincial. No obstante brilló un par de años más en el Club aunque no pudo salir campeón oficial. Su debut fue ante 9 de Julio (Río Tercero) por el Campeonato Zonal que ganó Atenas en 1965. Pasó brevemente por Talleres de Las Higueras (1967) y la selección de la Liga riocuartense, luego se retiró ese mismo año. En la Liga de Profesionales y con los Veteranos de El Talar se vieron los últimos destellos de su esplendor. Integró el directorio de la Clínica San Lucas. Actualmente radicado en Carlos Paz.
Oscar Antonio Sosa jugador de fútbol, volante central de gran prestancia. Jugó muchos años en Mendoza y terminó su campaña en el Club. Con Atenas fue campeón local en 1970, 1972 y 1980 (Apertura). Se dedica a la dirección técnica.
José Agapito Aballay (1906-1984) Deportista completo de físico privilegiado, le decían Tarzán; fue atleta velocista en pruebas de 100, 200 y 400 metros llanos, jugó al básquetbol, fútbol y bochas para Atenas y al rugby para Gorriones Rugby Club (1932). Con dieciséis años, en 1922, debutó en la primera división ateniense. Campeón oficial con Atenas en 1925, actuó hasta 1932 cuando se retiró del fútbol, luego actuó como dirigente del club. En 1935 integró el equipo albo campeón de básquetbol, también jugó en la selección de este deporte. Defendiendo los colores de la Federación le hizo un gol al legendario arquero Octavio Díaz, en 1928, en ocasión de la visita de Rosario Central. Perteneció a “la gloriosa” promoción de 1906 como sus mismos integrantes la llamaban. Con su esposa fueron asiduos partícipes de los Reencuentros de los Veteranos. Padre del profesor Néstor Aballay.
Luis S. Andrada Todos lo llamaban Luisito. Debutó muy jovencito en primera y prolongó su trayectoria por muchos años, incluso jugó en Correos al finalizar su carrera. Era delantero en el puesto de insider izquierdo, unía su gran habilidad con la fuerza con que ponía la pierna. Fue empleado del Banco Español y Río de la Plata.
Bailón Elías Bertón (1896-*) De los primeros jugadores importante del fútbol riocuartense. Tuvo un breve paso por Atenas. Fue jugador de Estudiantes (campeón 1919), El Diario, José María Rojas, seleccionado de Río Cuarto y Bahía Blanca (1917)
Emilio Beltramo (1913-1959) Nació en Alejandro Roca-Córdoba en 1913. Otro arquero para el recuerdo. Se lo conoció con el Loco, fue un completo y múltiple deportista, practicó rugby, básquet, motociclismo, árbitro de fútbol y básquet. Vistió los colores de Estudiantes y Atenas en fútbol. Para los albos también jugó basquetbol. Piloto civil del Aero Club Río Cuarto, dirigente de la Asociación Riocuartense de Árbitros de Fútbol (A.R.A.F.), Asociación de Basquetbol y Moto Club de Río Cuarto. Casó con María Emilia Cambón, padres de Myrna Emilia Beltramo (C. con Carlos Falistocco) y Sara Luisa Beltramo, era retirado del Ejército y tenía la profesión de joyero. Murió a los 46 años como consecuencia de un accidente aéreo cerca de Sampacho-Córdoba el 6 de septiembre de 1959. Ese día cayó un avión Piper Cub que piloteaba el mismo Beltramo en cercanías de Sampacho a donde habían viajado para el reconocimiento de un circuito de motociclismo junto a Randolfo Placci quien salvó la vida por milagro.
Carlos Epifanio Bustos Fenomenal zaguero central. Imposible es nombrarlo sin Remo Ferrari a su lado, y viceversa. El apodado Negro Bustos —o irónicamente el Doctor, o el Tamque— no supo de otra camiseta que la de Atenas, como no fuera la selección de Río Cuarto. En 1939 —junto a Ferrari— pudieron ser incorporados a Newell’s Old Boys de Rosario, pero Río Cuarto tiraba demasiado y se volvió. Fue de los jugadores que por años mostró idéntica solvencia y entrega en cada partido que jugó. Ganó múltiples campeonatos locales (1933, 1934, 1935, 1936, 1937, 1939, 1940, 1941, 1942, 1944, todos en el club) después fue entrenador y también árbitro. En basquetbol ganó con Atenas el título de 1935 en primera (junto a Carlos Luis Salas, Néstor Valentín Cambón y José Agapito Aballay) y otros en segunda división. También jugó a las bochas.
Juan Domingo Patricio Cabrera (1959) Un excelente jugador de mediocampo. Sin su mejor forma, llegó a Atenas para jugar el Torneo del Interior 1986 y pudo mostrar algo de su indiscutible calidad. Su trayectoria previa abarcó Talleres de Córdoba, Vélez Sarsfield y Deportivo Cali.
Néstor Valentín Cambón (1911-1992) Jugador de fútbol, básquet (Regimiento 14, Atenas y Río Cuarto Rugby Club) y rugby (Gorriones Rugby Club del que fue socio fundador en 1932). Como Basquetbolista fue campeón oficial 1935 con Atenas. Profesor idóneo de educación física, se desempeñó en la Escuela Terminal (hoy Manuel Belgrano) y en Asociación A. Estudiantes con el profesor Máximo Astorga.
Carlos Julio Cardozo Otro miembros del “clan” Cardozo, hijo de Eduardo Cardozo. Fuerte defensor ateniense siempre fiel a la estirpe que caracterizó al club, le decían Neneco o Tuerca. Con el seis en la espalda fue campeón local con Atenas en 1951, 1954 y 1959. En 1947 jugaba en cuarta división y fue ascendiendo hasta hacerse del puesto al lado de otros grandes jugadores. Tuvo un paso breve por Toro Club (1955) e integró los seleccionados de la Liga.
Julio Cardozo (1913-1993) El Gordo fue delantero insider o extremo izquierdo de importante desborde aunque poco gol. Jugó en las selecciones riocuartenses.
Mateo Cardozo (1909-1991) Marcador de punta derecho de gran firmeza, un abonado del puesto en Atenas y simultáneamente en la selección de Río Cuarto por una década y media (1928-1943). Se inició en la quinta de Estudiantes (1922-1927). Jugó en el club El Diario en 1932 y en Buenos Aires en 1938. Prosiguió ligado al fútbol con árbitro. Ya mayor era común verlo en la cancha y concurrir a los “reencuentros” de los Veteranos de Atenas. Su hijo Juan Alberto Cardozo fue arquero ateniense.
Ramón Cardozo (1907-1946) Mítico jugador albo, se ganó el apodo de Don Ramón y para los más amigos era simplemente la Chancha. Robusto atacante jugó en todos los puestos del ataque hasta que quiso. Surgió en las filas de Estudiantes, vistió los colores de Central Argentino y El Diario, también defendió la camiseta del seleccionado de la Federación y la Liga. Junto a Tomás Quiroga integró el ala izquierda de General Paz Juniors (c. 1931).
Ernesto Faustino Carranza (1925-1990) Delantero, extremo izquierdo con llegada al gol. Pantera fue campeón con Atenas en 1951.
Dionisio Arturo Castagnino (1910-1992) De los grandes arqueros de todos los tiempos en Río Cuarto. El popular Lora Castagnino tenía partido el corazón entre Central Argentino de donde surgió —como buen ferroviario— y Atenas cuyo arco defendió siendo ya mayor hasta la temporada de 1938. Jugaba también al básquetbol en Los Indios, subcampeón local 1938 con Atenas y a las bochas en Alberdi, Luis Pasteur y Liniers. En su mocedad hizo atletismo con destacada probidad. Recibió la medalla de la revista El Gráfico al jugador más popular de la Federación de Foot-Ball cuyo arco defendió en grandes partidos. Como golkeaper fue campeón con Atenas en 1935, 1936, 1937 y varias veces antes con Central (1928, 1929, 1930, 1931, 1932). También jugó brevemente en Avellaneda y Talleres de Córdoba.
Miguel Ángel Charras Notable defensor, de buen físico, excepcional ubicación y gran quite. Jugó en Sportivo 9 de Julio de Río Tercero y Talleres de Córdoba (1965); jugó en un recordado equipo de Atenas (1967-1969) donde formó la zaga central con Liborio Alberto Sosa —juntos, todo un lujo— y en la selección de Río Cuarto fue campeón provincial de 1968. El Beto no fue campeón ateniense, pero como jugador y caballero de las canchas está en la línea de los inolvidables. Joven aun falleció hace algunos años.
Néstor Ciruelos (1935) Delantero goleador. Lalo integró el plantel campeón de 1959. Hermano del Gallego Hugo Ciruelos.
Reynaldo Mateo Conca Jugador y directivo, delantero goleador. Campeón local con Atenas en 1920, 1925, tenista, ajedrecista, atleta y partícipe de cuanta inquietud deportiva hubiera en el club. Fue el primer presidente del club Sportivo Municipal. Se desempeñó por años en la Municipalidad de Río Cuarto y tuvo actividad política en el radicalismo. Nació en Venado Tuerto. Casó con Angélica Sassi.
Vicente D´Alessandro Cordobés. Integró el seleccionado campeón argentino de Córdoba (1962) y el recordado equipo campeón de General Paz Juniors (1964) donde lo bautizaron Zapallo. Su paso por Atenas lo identificó con la tradición ateniense y se ganó el respeto de la hinchada.
Alberto Antonio De Sá Jugador cordobés, delantero goleador, ocupaba cualquier puesto de ataque. El Turco pasó ya veterano sólo una temporada en los planteles del albo, pero bastó para quedar en el grato recuerdo de los hinchas. Jugó primero en Talleres (1970-1973), luego en Belgrano (1974-1976), en 1977 vistió la camiseta de Atenas con elogiable profesionalidad, jugó en la punta derecha.
Carlos Héctor Domínguez (1945) El Pupo Domínguez fue un jugador símbolo de la garra ateniense. Menos al arco jugó en las tres líneas. De excelentes cualidades física, las supo aprovechar al máximo. Campeón local con Atenas en 1963, 1964 (Clasificación), 1965 (Zonal), 1970 y 1972. También Campeón Argentino 1973 con la selección de Río Cuarto. Jugó también en Estudiantes, Sportivo Municipal, Alberdi y Acción Juvenil (General Deheza). Fue entrenador de Municipal, San Cayetano, etc.
Alfredo Osvaldo Durán (1936-1993) De los grandes delanteros de todos los tiempos. Para todos fue el Mota Durán. Nació en 1936. Se inició en la quinta división ateniense (1947). Pasó a prueba por River Plate (1952) ante la sabia mirada de Renato Cesarini. Se incorporó a Belgrano de Córdoba (campeón oficial 1955) con Anacleto Peano. Jugó en Belgrano de General Cabrera. Campeón oficial local con Atenas en 1954, 1959, 1964 (Clasificación) y 1965 (Zonal). Jugó en equipos de ligas vecinas (General Cabrera, por caso). En básquetbol fue campeón de primera división 1953 con Atenas. Ya retirado fue entrenador de la división superior. Trabajó en el viejo Banco Español y Río de la Plata y era común su reunión diaria con amigos en la esquina de San Martín y Constitución donde el tema del día inevitablemente era el fútbol.
Diego Javier Escobar (1975) Tiene un récord excepcional de permanencia en la primera división del club para los tiempos modernos. Capitán del equipo y campeonísimo local 2002, 2003, 2005 (Apertura y Oficial). En 2007 pasó a Universidad de Río Cuarto.
Ricardo Estrada (1921) Nació en Río Cuarto el 24 de diciembre de 1921, hijo mayor del fundador del Club Sportivo Atenas don Pedro Lorinto Estrada y doña Manuela Mateo, ambos cordobeses. Atleta de Sportivo Atenas que sobresalió en la especialidad jabalina, aunque también practicó bala y corrió en postas, jugó al fútbol y al básquetbol en las inferiores. Ligado, desde la infancia misma, al Club Sportivo y Biblioteca Atenas, considerando que su papá era empleado del club albo y tenía su casa en la misma sede ateniense. Su memoria es un privilegio digno de apreciar porque rescata una etapa romántica del deporte de Río Cuarto. Destacado por sus dotes de caballero en el deporte y apreciado por rectitud en la vida privada. Trabajó en la vieja Casa Ripamonti y en el Arsenal José María Rojas. Jubilado. Ha actuado en grupos comunitarios de solidaridad cristiana.
Remo Humberto Ferrari (1916-2006) El excepcional zaguero izquierdo y capitán ateniense. Se inició en la quinta división de Atlético El Diario donde debutó a 16 años en primera. Pasó a Atenas (1934) en trueque por el zaguero Julio Suárez y jugó hasta 1942, casi siempre en pareja con Carlos Bustos. Fuie campeón local en 1935, 1936, 1939, 1940, 1941 y 1942. Ambos defensores después de una prueba estuvieron a punto de quedarse en N.O.B. de Rosario (1939), pero no hubo acuerdo económico entre los clubes. Fue jugador de la selección de Río Cuarto y entrenador de Arsenal (1953). Era tal el respeto que gozaba que nunca tuvo apodo, aunque según sus amigos en su mocedad le decían, jocosamente, el Tigre Millán. De oficio carpintero, reconocido armador de ruedas de carros, llegó a ser jefe de taller en el Arsenal de Holmberg donde se jubiló.
Eduardo Antonio Flesia (1949) Un señor dentro —y fuera— del rectángulo verde. De la mano de don Miguel Ángel Chiappello llegó de Tiro Federal en 1969 para ser dueño de la camiseta “6” que había dejado Miguel Ángel Charras. Campeón local con Atenas en 1970 y 1972. Campeón Argentino (1973) con la selección de la Liga de Río Cuarto; después jugó para Arsenal de Holmberg.
Domingo Francisco Franetovich(1901-1991) Repartió su amor deportivo entre Atenas y Central Argentino, fue atleta, boxeador, jugó al fútbol, básquetbol, tenis, balón mano, por lo que se lo reconocía como un verdadero deportista que unió aptitudes, temperamento y caballerosidad. Casó con María del Carmen Gallardo, padres de Nélida Noemí Franetovich de Fenoglio, Alicia Teresa Franetovich de Núñez, Myriam Beatriz Franetovich de Lengua. Murió en Río Cuarto a los 90 años.
Everé Santiago Funes (1913-2000) Delantero de punta, goleador, se inició en el fútbol en 1927 integrando la quinta división B del club Escuela Presidente Roca de Córdoba; al año siguiente fue campeón de la Liga Cordobesa con la quinta división A. Nació en Río Cuarto en 1913. Llegó a jugar allí en cuarta división hasta 1929. Al retornar a Río Cuarto en 1930 y a la temporada siguiente se vinculó a Sportivo Atenas por gestión de Juan Masoero, jugó en primera división de 1931 hasta 1939 cuando dejó la práctica activa del fútbol. Para muchos fue el Osito Funes. Varias veces campeón e integrante de los seleccionados de la Liga. Retornó definitivamente a Río Cuarto en 1946 y —ya como dirigente de Atenas— fue durante años delegado ante el Consejo Directivo de la Liga de Fútbol. Fundador de la emprendedora agrupación Veteranos de Atenas en 1977, fiel sostenedora de la memoria y tradición ateniense.
Aurelio Oscar Gallardo (1936-2006) Campeón local con Atenas en 1954. Cacho o Cachito Jugó en Arsenal y trabajó en la Liga regional y el club Comunicaciones. Masajista de Atenas hasta 2004. Fue operario (pintor) del Arsenal de Holmberg.
Juan Manuel García. Heroico arquero ateniense de la era contemporánea, entre los grandes de la historia alba. Comenzó a jugar en Atlético Colonia de Alejandro Roca (1962), pasó a Boca Juniors donde una lesión postergó sus posibilidades, en 1968 fichó para Atenas y se radicó en Río Cuarto. Campeón local 1970, 1972 y 1980 (Apertura), Campeón Argentino (1973) con la selección de Río Cuarto, campeón de Primera B con Deportivo Italiano. Jugó en Talleres de Córdoba, A. A. Estudiantes, Banda Norte, Fusión Moldense, Deportivo Italiano y San Martín de Vicuña Mackenna. Mecánico de oficio. Casado, cuatro hijos. Hermano de Hugo Jesús García.
A. Vicente Gasbarro Campeón 1917 y capitán del equipo. Originario del club El Diario.
Francisco Cruz Gutiérrez (1939) De los grandes centromedios que dio el club, heredó la camiseta 5 de don Delio Remedi y también su don de buena gente. Chacho, aunque lento en el traslado, estaba dotado de quite, elegancia y buen manejo del balón. Múltiple campeón local con Atenas: 1959, 1963, 1964 (Clasificación), 1965 (Zonal), 1970. Uno de sus hijos, Fabio David Gutiérrez, pasó por la primera división. Nació en Río Cuarto el 3 de mayo de 1939 y fue trabajador de la Empresa Provincial de Energía de Córdoba y dirigente de Luz y Fuerza.
Julián David Gutiérrez (1944-2007) Marcador de punta izquierda, Quique se lució con la “4” en la espalda como digno heredero de Mateo Cardozo o la Gallega Lamas. Campeón con Atenas en 1963, 1964 (Clasificación), 1965 (Zonal) y 1970.
Nicasio Oscar Gutiérrez (1936) El mayor de los hermanos Gutiérrez, como buen wing izquierdo lo bautizaron el Zurdo. Campeón con Atenas en 1959.
Juan Bautista López Imiscoz Llegó a ser delantero del club Lanús de Buenos Aires. Como no podía ser de otra manera le decía el Vasco. Campeón de 1925 con Atenas se ganó el corazón de la parcialidad, jugó de delantero, muy completo y goleador. Formó parte de la selección riocuartense. Con Lanús logra su mejor performance para el año 1927 con un meritorio 3° puesto detrás de Boca Juniors y San Lorenzo de Almagro respectivamente.
Carlos César Luna Arquero atlético, volador y arriesgado, de físico pequeño. Jugó en Atenas desde la Quinta División (1941) debutando en primera división en 1942 reemplazando a José Sebastián Vizzio, con los albos fue campeón local en 1944. A partir de 1948 Ratón Luna jugó en Correos y Telecomunicaciones donde fue campeón oficial en 1950 y 1956, atajó en la selección de la Liga y en Independiente Dolores de General Cabrera, después se hizo árbitro de fútbol.
Juan Antonio Marteliano (f.1990) Delantero, wing derecho goleador, de los inolvidables delanteros atenienses. Fue para todos fue el célebre Guanaco Marteliano. Si bien se lo recuerda como jugador de Atenas (campeón 1935, 1939, 1940, 1941, 1946), también jugó en Sportivo Municipal (campeón 1943) y los seleccionados de la Liga de Río Cuarto. Fue empleado municipal en el viejo Mercado Central. Buen jugador de bochas, destacó en el Pronóstico Club jugando junto a su hermano Graciano. Casó con Justa Rivarola, padres de Antonio Marteliano.
Graciano Marteliano (1915-1977) Delantero neto, puntero izquierdo de gran velocidad, ídolo y goleador histórico de los albos. Apodado la Rata, integró célebres delanteras con Emilio Castro, Ramón Cardozo, Luis Andrade y su hermano Juan Marteliano. Múltiple campeón con Atenas (1935, 1936, 1937, 1939, 1940, 1941, 1942, 1944, 1946) y goleador del clásico con Estudiantes. Permaneció siempre fiel a Atenas e integró diferentes selecciones de la Liga de Río Cuarto. Ya retirado del fútbol abrió en su casa —calle Déan Funes 927— un taller de calzado que le brindó un digno pasar, entonces las bochas ocuparon el pasatiempo deportivo y el Pronóstico Club fue la divisa a defender. Respetuoso y respetado, al paso de los años el reconocimiento a su trayectoria se mantuvo inalterable en todos los aficionados.
Juan Masoero (1906-2000) Histórico campeón local en 1925, fue delantero pero ocupó cualquier puesto según la necesidad y viejo miembro de las subcomisiones de fútbol del Club. La BataclanaMasoero por años integró la división Veteranos de la Liga y —obviamente— acompañó a Everé Funes en la creación del recordado grupo llamado Veteranos de Atenas. Trabajó años en Casa Aduriz Los Vascos, la que nos dio el mote “los gallegos” como vendedor de ropa masculina; después fue propietario del viejo bazar Vidal que llamó Masver.
Alejandro Molina Defensor de los primeros años, zaguero central provenía del histórico club El Diario donde se inició por 1912. Gradín fue campeón local en 1920 con Atenas. Ya retirado incursionó como árbitro. Dos generaciones lo recuerdan como el canchero del Club, hasta en final de sus días, por lo tanto una persona muy ligada a la leyenda de la Buena Vista. Padre del inolvidable Félix Gato Molina.
Félix Molina Delantero armador y goleador, insider de gran calidad y prestancia el Gato fue y será una de las figuras que integran la galería ateniense. Su casa fue el club al que defendió varios años, excepto un breve paso por Alberdi cuando hizo el servicio militar. También jugó al básquetbol con la camiseta alba. Hijo de Alejandro Molina, el viejos jugador y canchero albo, siguió su carrera en el Atlético Almafuerte donde al igual que en Río Cuarto fue una persona muy querida al punto que fue el canchero del club.
Ángel Oviedo(1916-1993) Notable delantero, puntero derecho y goleador, para algunos un “adelantado” en su puesto. Jugó en Atenas en la “época de oro” y fue varias veces campeón. Para todos era ZapataOviedo. También pasó por Sportivo Municipal y los seleccionados de la Liga. Nació en Huinca Renancó (provincia de Córdoba) el 1 de noviembre de 1916. Se desempeñó como empleado de la Municipalidad donde se jubiló. Murió en Río Cuarto el 27 de enero de 1993.
Alfredo Ramón Páez El popular y voluminoso Capacho fue invariable integrante de la línea media ateniense por el lado zurdo, también de la selección de la Liga. Fue el sustituto de Tomás Romero. Campeón local con Atenas 1939, 1940, 1941, 1942 y 1944.
Enrique Ermes Pérez (1939) Notable entrenador de las inferiores de Sportivo Atenas entre 1973-1987. Fue jugador de Tiro Federal de quinta a primera. Tras dejar el fútbol activo llegó a Atenas para colaborar con Juan Carlos Ríos.
Francisco Pinchione (1923-1959) El popular Cachilo fue básicamente un goleador de excelente físico, potente remate y gran velocidad, darle un centímetro en el área significaba perderlo de vista. Jugó varias temporadas en Sportivo Municipal, después en Atlético Talleres y finalmente —ya maduro— en Sportivo Atenas donde fue campeón local en 1951, también calzó la 9 en la selección de Río Cuarto. Por años sus compañeros y adversarios recordaron al romperredes por su fortaleza y su cabeza gacha encarando el área rival al conjuro del: ¡Dále “Cachilo”!, con que solían alentarlo los parciales.
Oscar Luis Prizzón (1954) De los jugadores contemporáneos Cacho ocupa un lugar bien ganado en la galería. Tras jugar en las inferiores, debutó en primera división (1972) con Jorge Omar Sturniolo como entrenador. Un gran defensor al mejor estilo ateniense: corazón, entrega y la convicción de cargarse el equipo al hombro cuando venían las malas rachas. Integró el equipo evitó el descenso. El destino no lo premió con victorias trascendentes, sólo campeón local 1980 (Apertura y subcampeón Oficial), pero fue un siempre un respetado capitán del equipo tanto por la hinchada cuanto por los adversarios.
Roberto Quiroga (1931) En 1942 se inició en el baby fútbol jugando para Casa Fara, el zapatero del barrio y de allí a las sextas de Atenas que dirigía Alejandro Molina. Al entrar a trabajar en el Correo en 1948 es obligado a pasar al club Correos y Telecomunicaciones en 1949 pero no jugó y sí algunos partidos para Lautaro Roncedo de Gigena. Al regresar jugó tres partidos en reserva y debutó en un partido oficial ante Alberdi en 1950. Campeón local con Atenas en 1951, 1954 y 1959. El Chiro fue un notable marcador central por izquierda, hábil en el manejo de la pelota, capitán del equipo. Fue entrenador de primera con Delio Remedi un par de temporadas.
Ángel Segundo Ramírez (1899-c. 1981) Uno de los grandes número 2 que tuvo Atenas. Campeón local y capitán de Atenas en 1920. Verdadero deportista, defendió al club en múltiples actividades deportivas: box, tenis, ajedrez, atletismo, básquetbol, ciclismo; fue árbitro en fútbol e instructor de box. Jugó al fútbol con igual éxito en Estudiantes y los seleccionados de la Federación. Vivió durante años en Rosario-Santa Fe donde murió al comenzar los años ’80.
Julio Rapetti Jugador uruguayo de imborrable recuerdo por su calidad de juego y sus goles. Después de su paso por Atenas jugó en Wanderers de Montevideo, en su país. En Atenas compartió la delantera con su hermano Jorge Rapetti quien en 1927 vistió la camiseta de la Asociación Atlética Huracán de los hermanos Eduardo Grassi y Juan Bautista Grassi.
Delio Alfonso Remedi(1919-1991) El inolvidable Cordero jugó un cuarto de siglo únicamente con los colores blancos de Sportivo Atenas, con el número cinco en la espalda y la cinta de capitán en el brazo, siendo múltiple campeón (1936, 1937, 1939, 1940, 1941, 1942, 1944, 1946, 1951, 1954). Sustituto del gran Carlos Freytes, su juego fue un permanente derroche de entrega y calidad, fortaleza y caballerosidad, con gran quite, dueño de una ubicación privilegiada dentro la cancha que lo hizo un fenomenal distribuidor del juego. Como decían los viejos comentarios: “Remedi, juega y hace jugar”. Por varios años integró la selección de la Liga. Resistiendo a los años, vistió la roja y azul del Toro Club de Coronel Moldes (1955) y coincidentemente la de Pronóstico Club. Maestro de varias camadas de jugadores, fue entrenador en Acción Juvenil de General Deheza, Arsenal de Holmberg, Sportivo Municipal, Independiente Dolores de General Cabrera, A. A. Estudiantes, Charrense de Charras y por supuesto en Atenas. Nació en Río Cuarto el 2 de febrero de 1919. Padre de Delio Hermenegildo Remedi quien jugó básquet en el club. Fue empleado del viejo Banco Español y Río de la Plata donde se jubiló.
Ramón Ángel Romero (1902-1995) Comenzó en la quinta de Atenas (1920). Marcador de punta derecho (half), su ciclo como jugador abarcó 1925-1936. Billí o Billiken (por su parecido con los dibujos del genial Lino Palacio) integró el plantel del campeón oficial de 1925 y fue juez de línea del club. En ocasión de cumplir noventa años se le tributó un gran homenaje. Un hijo suyo, Hugo Vicera Romero, llegó a la primera división del club en los años sesenta.
Tomás Romero (1914) Eterno futbolista riocuartense, fundamentalmente vinculado con Estudiantes donde comenzó a los doce años (1926) llevado por Andrés Luján. Con apenas dieciséis años, en 1930, pasó a Atenas —allí empezó lo del apelativo Tierno y después Ternura— donde permaneció hasta 1938, al año siguiente regresó a Estudiantes hasta el final de su carrera. Con Atenas fue campeón local 1934, 1935, 1936, 1937 con una estupenda línea media: Mateo Cardozo, Carlos Freytes y él. Jugó casi siempre de half izquierdo, en la selección se recuerda la línea media: Mateo Cardozo, Delio Remedi y él. Tuvo un fugaz paso a prueba por Lavalle de Córdoba. Con la camiseta de Estudiantes integró recordadas líneas medias. En sendas ocasiones jugó los campeonatos argentinos como refuerzo respectivamente de Atenas y de Sportivo Municipal en la memorable victoria 1-0 ante Talleres de Córdoba. Fue entrenador “celeste” en ocasiones, también jugador de básquet y bochas. Ya retirado de la actividad, trabajó con su esposa Delia Emma López en el club mens sana hasta 1964 cuando fueron despedidos; luego, trabajó en el Centro de Educación Física n.º 11 donde se jubiló. Vive con sus 93 años y es el decano de los futbolistas.
Ricardo Rosso (1930) Delantero veloz, técnico, definidor valiente en el área, impenitente extremo derecho que formó al lado de grandes delanteros como Félix Molina y Alfredo Osvaldo Durán. Su delantera predilecta fue: Rosso, Félix Molina, Francisco Pinchione, Luis Andrade y Pantera Carranza. Con Atenas a donde llegó en 1953, Papá —como le decían— fue campeón local 1954 y 1959, jugó por veinte años en el club donde fue utilero también. Se inició en San Lorenzo de Las Perdices, prosiguió en River (Villa María), con 18 años en la cuarta de Rosario Central, Racing de Gualeguaychú-Entre Ríos (1951), Deheza Fútbol Club (1952). Integró la selección de Río Cuarto y en los últimos años Acción Juvenil de General Deheza en torneos independientes. Su hijo, Ricardo Gabriel Rosso fue arquero de la primera división de Atenas en la década de los años ochenta y —curiosamente— fue guardavalla de los aurinegros dehezinos. Un nieto suyo juega en 2006 en las divisiones infantiles de los albos.
Atilio Italo Pío Sabarini (c. 1912-1963) Marcador de punta o insider ambidiestro, a Tardanza se lo recordaba por su temible remate de “puntazo”. Jugó alternativamente en Atenas y Estudiantes gozando del respeto de las dos parcialidades, además integró los seleccionados de la Liga. Llegó a jugar en General Paz Juniors de Córdoba y Atlético Lanús de Buenos Aires. Fue dirigente de la Liga de Fútbol.
Humberto Eduardo Scorsetti(1938-1994) Delantero, centroatacante goleador, Piti fue campeón local 1959 y 1963 con Atenas, un verdadero filtrador de las defensas adversarias. Jugó en Atlético Sampacho (1965) en tiempos de la Liga Moldense y regresó al club. Un incidente con el entrenador Roberto Altamirano anticipó su alejamiento de Atenas.
Carlos Luis Salas (1913-c. 1969) Para todo el mundo fue Salitas, diminutivo afectuoso que realzaba su caballerosidad en el deporte. Jugó al fútbol como elegante delantero que era, incursionó en el rugby dentro del Gorriones Rugby Club que lo contó como socio fundador en 1932. Pero fue el básquet su actividad deportiva principal, si bien era de Atenas donde salió campeón oficial en 1935, jugó varios años en Río Cuarto Rugby Club y los seleccionados de la Asociación. Hermano de Heriberto Salas, trabajó como dependiente del almacén Casa Luis A. Jaime, recordado almacén por mayor y menor en la esquina de Buenos Aires y Alvear.
Heriberto Salas (1921) Hermano de Carlos Luis Salas. Delantero, puntero derecho rápido más que habilidoso, definidor de una violenta pegada. Campeón local con Atenas en 1944, 1951. Fue jugador de rugby en Gorriones Rugby Club y también de básquet en Atenas.
Osvaldo Serrano Integró el seleccionado campeón argentino de Córdoba (1962) y el memorable cuadro campeón de General Paz Juniors (1964). Teté cumplió dignamente y justificó su contratación.
Liborio Alberto Sosa (1938-2006) Espectacular zaguero central, de físico pequeño pero gran fortaleza y gran quite abajo, protagonizó duelos memorables con los mejores centrodelanteros de la década de los años ‘60. Campeón infantil 1948 en los Campeonatos Evita. Campeón local con Atenas 1959, 1964 (Clasificación), 1965 (Zonal) y 1970. El Liborio jugó en la selección de la Liga y fue campeón provincial en 1968. Durante una temporada fue jugador de Belgrano de General Cabrera. Su primera zaga la formó con Roberto “Chiro” Quiroga, después vieron Juan Romero, José Carila Sangróniz, Alberto Ñaña Riesgo, Rubén Cacho Mugnaini, Miguel Beto Charras y Eduardo Flesia. Trabajó como operario en la Municipalidad donde se jubiló. Bochófilo del club Sportivo Buena Vista y dirigente de la Vecinal San José de Calasanz.
Héctor Pedro Toniolo(c. 1883-1954) De la primera camada de tenistas albos, también jugador de basquetbol con su hermano Olinto Toniolo. Había nacido en Padua (Italia), vivió en Rosario y llegó a Río Cuarto en 1914 vinculándose al club Atenas. Era propietario del primer Grand Hotel en calle Vélez Sarsfield (después llamado La Bolsa). Socio fundador del Polo Club Río Cuarto y del Centro Comercial.
Humberto Valladares (1903-1949) Tenista de fuste y figura del club, también fue dirigente.
Juan Raúl Velázquez (1971) Mediocampista de dilatada trayectoria, oriundo de General Levalle (Cba). Se inició en Estudiantes de Levalle, siguió en San Martín (Vicuña Mackenna) y varios clubes de la Liga de Rio Cuarto. Campeón local y capitán con Atenas 2002 luego de treinta años sin títulos, dejó un grato recuerdo como jugador y persona. Después pasó a Municipal de Adelia María.

## Palmarés
| Torneos Nacionales                          | Torneos Nacionales                                                                                       | Torneos Nacionales                     |
| Competición                                 | Títulos                                                                                                  | Subcampeonatos                         |
| Cuarta División                             | Cuarta División                                                                                          | Cuarta División                        |
| ------------------------------------------- | --- | -------------------------------------- |
| Torneo Regional Federal Amateur (1/0)       | 2022-23                                                                                                  |                                        |
| Quinta División                             | |                                        |
| Federal C (2/0)                             | 2016 y 2017                                                                                              |                                        |
| Torneo del Interior (1/0)                   | 2007 |                                        |
| Torneos Provinciales                        | |                                        |
| Competición                                 | Títulos                                                                                                  | Subcampeonatos                         |
| Zonal de Interligas e Interclubes (2/0)     | 1964 y 1965                                                                                              |                                        |
| Torneos Regionales                          | |                                        |
| Competición                                 | Títulos                                                                                                  | Subcampeonatos                         |
| Federación Río Cuarto de Foot-Ball (3/0)    | 1917, 1920 y 1925                                                                                        |                                        |
| Liga Riocuartense de Foot-Ball (2/1)        | 1933 y 1934                                                                                              | 1932                                   |
| Liga de Foot-Ball Río Cuarto (13/4)         | 1935, 1936, 1937, 1939, 1940, 1941, 1942, 1944, 1946, 1951, 1954, 1959 y 1963                            | 1938, 1949, 1957 y 1964                |
| Liga Regional de Fútbol de Río Cuarto (9/5) | 1970, 1972, 2002, Clausura 2003, Oficial 2003, Apertura 2005, Oficial 2005, Apertura 2021 y Oficial 2021 | 1973, 1980, 1985, 1992 y Apertura 2006 |
| Copa Caridad (1/0)                          | 1920 |                                        |
| Copa Competencia (2/0)                      | 1922 y 1932                                                                                              |                                        |
| Copa Marqués del Mérito (1/0)               | 1931 |                                        |
| Copa Presidentes (5/0)                      | 1938, 1939, 1940, 1943 y 1944                                                                            |                                        |
| Campeonato Preparación (5/0)                | 1934, 1937, 1942, 1943 y 1944                                                                            |                                        |
| Copa Boca Juniors (1/0)                     | 1946 |                                        |
| Campeonato Clasificación (1/0)              | 1964 |                                        |